# 変な探偵
『変な探偵』（へんなたんてい）は、茶木ひろみによる日本の漫画作品。2004年4月日本文学館から共同出版された。全1巻。
著者はこの15年前に廃業したが、本作で再デビューすることとなった。その後絶版となるが、2008年6月ブッキングから描き下ろしの第3話と4話を含めて復刊された。電子書籍としても発売されている。
2012年から電子版をKindle独占契約で
変な探偵1、２巻を配信中。

## あらすじ
失業中の水乃うりは、氷をかじっていないといられない氷中毒である。彼女は複雑な家庭環境で悩んでいたが、ある夜「お前は壊れた。運命の人に会う」という謎の声を聞く。
翌日、氷を求めて駆け込んだ「変な探偵事務所」で、探偵蓬スエノスケと出会い、変人の謎を解くことが好きな彼に、住み込みの秘書として抜擢される。
謎の声のお告げを信じて勤めることになるうりだが、蓬は幽体離脱という超能力を駆使して事件を解決する変な探偵だった。
2人は、次々と舞い込む奇妙な事件を解決しつつ、仕事上のパートナーとも夫婦ともつかない不思議な関係を築いていく。